# Julia Herrero
Julia Herrero Albillos (Burgos, 1979) es Profesora Titular de la Escuela de Ingeniería y Arquitectura (Universidad de Zaragoza).

## Carrera profesional
Se doctoró en Ciencias por la Universidad de Zaragoza. Unos años más tarde, la investigación la llevó a vivir en Iowa (Estados Unidos), Cambridge (Inglaterra) y Berlín (Alemania).
En 2011 volvió a Zaragoza a dar clases de Física en el Grado de Ingeniería de Organización Industrial a los cadetes de la Academia General Militar como profesora del Centro Universitario de la Defensa y a continuar con su investigación en materiales magnéticos en el Instituto de Ciencia de Materiales de Aragón (CSIC-Universidad de Zaragoza). En 2021 aprueba la oposición a la plaza de profesor titular de universidad.
Es presidenta del GEFES, la División de Física de la Materia Condensada de la Real Sociedad Española de Física. Desde el GEFES trabaja para dar visibilidad a la Física de la Materia Condensada en España, proporcionar un medio de trabajo en red dentro de la comunidad y representar los intereses de sus miembros, en especial de los más jóvenes.
Lleva años divulgando algunas de los asuntos que investiga dentro de la iniciativa 11 de febrero.

## Reconocimientos y premios
En 2018, se le concedió la Medalla de las Cortes de Aragón, la máxima distinción del parlamento autonómico, a las mujeres investigadoras de Aragón junto a las investigadoras María Concepción Gimeno, Gloria Cuenca Bescós, María Jesús Lázaro Elorri, Pilar Gayán Sanz y Azucena Gracia Royo por su “aportación en diversas disciplinas a la ciencia, al conocimiento, al I+D+i y al progreso de la sociedad aragonesa”.

## Publicaciones

### Libros
Aplicación de nuevas sondas microscópicas al estudio del magnetismo de las fases de laver RCO2 Archivado el 9 de octubre de 2018 en Wayback Machine. (Colección de Estudios de Física)

### Artículos
Universal behavior for magnetic entropy change in magnetocaloric materials: An analysis on the nature of phase transitions CM Bonilla, J Herrero-Albillos, F Bartolomé, LM García, ... Physical Review B 81 (22), 224424
Skin layer of BiFeO 3 single crystals X Martí, P Ferrer, J Herrero-Albillos, J Narvaez, V Holy, N Barrett, M Alexe, ... Physical review letters 106 (23), 236101
Nature and entropy content of the ordering transitions in R Co 2 (enlace roto disponible en Internet Archive; véase el historial, la primera versión y la última). J Herrero-Albillos, F Bartolomé, LM García, F Casanova, A Labarta, ... Physical Review B 73 (13), 134410